# フロッグマンレコーズ
フロッグマンレコーズ(Frogman Records)は、日本のインディーズのレコードレーベル。テクノに関するCD、レコードを主にリリースしている。
設立は1993年。佐藤大とKEN=GO→により設立された（初期のメンバーには野田努、野村昌史、弘石雅和、森川佳宣らも加わっていた）。当時ヨーロッパ発のテクノが日本に大量に紹介され、またケン・イシイ、ススム・ヨコタなどの日本在住のテクノアーティストがヨーロッパのレーベルからCD、レコードをリリースして日本国内でもテクノが流行していた。その中で、日本からのテクノの発信を目的としてフロッグマンレコーズが設立された。同年の12月31日のレーベル最初のイベントでは、田中フミヤ、石野卓球（フライヤーには記されていないシークレットゲストだった）、ケン・イシイ他当時の日本のテクノアーティストが多く参加した。
1994年5月に、レーベル最初のシングルであるC.T.SCAN(CMJKの変名)"Scanner"を発売する。

レーベルからリリースしたアーティストは日本人が中心であるが、レーベルと関わりの深いトビーネイション(Tobynation)との繋がりから、マイク・ヴァン・ダイク(Mijk Van Dijk)などもリリースしている。
2007年12月19日に「最初で最後」と銘打ったレーベルベスト盤「FINE: The Best of Frogman」をリリース。次いで2008年1月25日に開催されるそのリリースパーティをもって、レーベルの冬眠（Cold Sleep）が発表された。約15年の歴史に一旦の幕が下ろされる事となった。

## サブレーベル
フロッグマンレコードはクラブなどでかかることを前提としたフロア寄りの曲が多い。アンビエント、エレクトロニカ寄りの曲は、フロッグマンレコードのサブレーベルであるU.S.B.(United Sound of Blue)を中心にリリースされている。

## その他
フロッグネーションは、佐藤大の活動の場の広がりとともに、フロッグマンレコーズが母体となって設立されている。